# Herkules und die Sandlot-Kids
Herkules und die Sandlot-Kids (Originaltitel The Sandlot) ist eine US-amerikanische Sportkomödie aus dem Jahr 1993. Sie handelt von einem Jungen, der im Sommer 1962 neues Mitglied einer Baseballmannschaft in Los Angeles wird. Dabei ist nicht nur seine Unsportlichkeit ein Problem, sondern auch ein Hund in der Nachbarschaft, der als Bestie gilt und stets die Bälle behält, die auf seinem Grundstück landen.
Die Idee zum Film stammt vom Regisseur David M. Evans, der auch das Drehbuch verfasste und damit ein Kindheitserlebnis verarbeitete. Bei diesem wurde sein Bruder beim Versuch, einen verloren gegangenen Baseball wiederzubeschaffen, von einem Hund angegriffen. Die Hauptrollen wurden sowohl mit etablierten Nachwuchsdarstellern als auch mit Newcomern besetzt.
Der Film kam am 7. April 1993 in die US-amerikanischen Kinos. Im Laufe der Jahre entwickelte sich die Produktion durch hohe DVD- und VHS-Verkäufe in den Vereinigten Staaten zu einem Kultfilm und gilt dort als eine der beliebtesten Produktionen zum Thema Baseball. In Deutschland wurde er am 21. Juli 1994 in den Kinos veröffentlicht.

## Handlung
Im Sommer 1962 ziehen Scott Smalls und seine Eltern nach Los Angeles. Seine Mutter ermutigt ihn, neue Freunde zu finden, was Scott schwerfällt. Auf einem improvisierten Sportplatz, dem Sandlot, versucht er eines Tages, Freundschaft mit einer Jungengruppe zu schließen, die dort fast täglich Baseball spielt. Diese besteht aus Benny, Ham, Squints, Yeah-Yeah, Kenny, Bertram sowie den Brüdern Timmy und Tommy. Allerdings scheitert Scotts Vorhaben, weil er Bälle weder fangen noch werfen kann. Als ihm sein Stiefvater Bill das Spiel später beibringen will, fängt sich Scott ein Veilchen ein.
Am nächsten Tag wird Scott trotz seiner Unsportlichkeit vom Anführer Benny in die Gruppe aufgenommen, der ihn antrainiert. Als Ham während eines Home Run den Ball aus Versehen in einen benachbarten Garten schlägt, will Scott ihn holen und wird von den anderen zurückgehalten. Sie erzählen ihm von Beast, einem Mastiff, der dort lebt. Er hat im Laufe der Jahre alle Bälle, die auf dem Grundstück landen, für sich behalten, und gilt unter den Kindern als blutrünstiges Monster, das Hunderte von Menschen auf dem Gewissen hat. Mr. Mertle, sein Besitzer, hat einen ebenso schlechten Ruf und soll Beast genmanipuliert haben.
Die Jungen gehen an einem heißen Tag in das örtliche Schwimmbad, wo Squints vortäuscht, zu ertrinken. Er schwärmt für die Bademeisterin Wendy, weswegen er hofft, bei der anschließenden Mund-zu-Mund-Beatmung einen Kuss zu erhaschen, was ihm auch gelingt. Die Gruppe erhält deswegen anschließend ein Schwimmbad-Verbot auf Lebenszeit. Einige Tage später veranstalten sie in der Nacht des Unabhängigkeitstags ein Spiel unter dem vom Feuerwerk erleuchteten Himmel, während dem Scott merkt, dass Baseball im Gegensatz zu den anderen für Benny nicht nur ein Spiel, sondern eine wahre Leidenschaft darstellt. Kurz darauf gewinnen sie ein Freundschaftsspiel gegen ein Team aus der Little League. Um dies zu feiern, gehen sie auf einen Jahrmarkt und probieren Kautabak von Bertram. Als sie anschließend in ein Fahrgeschäft steigen, müssen sie und die anderen Anwesenden feststellen, dass die Kombination schnell zu Brechreiz führen kann.
Tags darauf zerstört Benny versehentlich den einzigen Baseball des Teams. Weil Bill auf Geschäftsreise ist, holt sich Scott einen Ball aus dessen Baseball-Sammlung, der Babe Ruth’ Unterschrift trägt. Scott ahnt aufgrund seiner fehlenden Baseball-Geschichtskenntnisse nichts vom Wert des Balls, den er in den Garten befördert. Als die Jungs von der Signatur erfahren, klären sie Scott auf und versuchen, den Ball mit improvisierten Geräten zu holen, die Beast aber zerstört. Nachts erscheint Benny im Traum der Geist von Babe Ruth, der ihn auffordert, den Ball alleine wiederzubeschaffen, da er so zur Legende werde.
Benny steigt deswegen über den Zaun und kann den angeketteten Beast überlisten, der sich aber loslöst und Benny durch die halbe Stadt jagt. Schließlich kommen die beiden wieder im Garten an, als Benny über den Metallzaun springt, den Beast durchbricht und darunter festsitzt. Benny holt die anderen zu Hilfe, allerdings erklärt sich nur Scott bereit, den Hund mit Benny zu befreien. Dieser stellt sich als gutmütig heraus und führt sie zu seiner Ballsammlung. Sie machen auch Bekanntschaft mit Mr. Mertle, der ein freundlicher ehemaliger Baseballspieler und Teamkollege von Babe Ruth ist, der den Sport aufgeben musste, als ihn ein Ball im Gesicht traf und erblinden ließ. Mr. Mertle gibt Scott als Ersatz für den vom Hund zerkauten Ball einen, der die Autogramme aller Spieler des 1927er-Jahrgangs der New York Yankees trägt. Scott schenkt Bill den Baseball, der zwar hocherfreut ist, Scott aber trotzdem für den Diebstahl und Zerstörung seines alten Balls mit einer Woche Hausarrest bestraft. Die Gruppe spielt in den weiteren Jahren immer noch Baseball und findet in Beast, der eigentlich Herkules heißt, ein Maskottchen.
Schließlich trennen sich ihre Wege: Yeah-Yeah wurde Militärschüler und später einer der Erfinder des Bungeespringens. Betram genoss die 1960er Jahre „in vollen Zügen“ und wurde danach nie wieder gesehen, während Timmy und Tommy gemeinsam die Mini-Mall erfanden. Squints heiratete Wendy, mit der er neun Kinder hat und eine Drogerie führt, Ham wurde Wrestler und Kenny Triple-A-Spieler. Er schaffte es nie in die Major League und trainierte stattdessen die Little-League-Mannschaft seines Sohnes. Herkules erreichte das hohe Alter von 199 Hundejahren. Benny, nun „The Jet“ genannt, spielt in der Gegenwart für die Los Angeles Dodgers, während Scott als Sportkommentator arbeitet. Bei einem Spiel gegen die San Francisco Giants gelingt Benny eine Stolen Base. Als er dies feiert, fällt sein Blick auf Scott, worauf sich beide gegenseitig einen nach oben gestreckten Daumen zeigen.

## Produktion
Die Kernhandlung des Films basiert auf einem Kindheitserlebnis des Drehbuchautors und Regisseurs David M. Evans. In seiner Jugend wollten er und sein Bruder Mitglied in einer Baseballmannschaft werden, wurden aber abgewiesen. Diese Spiele fanden stets in einem Sandlot statt, eine in den Vereinigten Staaten verbreitete Bezeichnung für einen improvisierten Sportplatz. Eines Tages forderten die Spieler Evans’ Bruder auf, ihren Baseball wieder zu beschaffen, der bei einem Spiel in einem Nachbargrundstück landete. Dieser sagte zu, da er sich davon eine Mitgliedschaft für sich und seinen Bruder in der Mannschaft versprach. Nachdem er über den Zaun des Grundstücks sprang, wurde er vom Wachhund, einem Deutschen Schäferhund, gebissen, schaffte es aber, den Ball zu holen. Die anderen Kinder verspotteten Evans’ Bruder lediglich, der sich bei dem Vorfall eine schwere Beinverletzung zuzog. Evans wollte dieses Ereignis nach eigener Aussage zu einer Art Heldengeschichte machen, zum Teil auch als psychische Selbsttherapie. Die Schwimmbadszene ist daneben an einen jugendlichen Schwarm Evans’ für eine Bademeisterin angelehnt, die wie im Film auch einen roten Badeanzug trug und blond war.
In den Hauptrollen wurden neben Newcomern wie Thomas Guiry und Patrick Renna bereits etablierte Jungschauspieler, beispielsweise Brandon Quintin Adams, besetzt. Für die Rolle des jungen und älteren Benny wurden die Brüder Mike und Pablo Vitar verpflichtet. Evans selbst fungierte als Erzähler und Stimme des erwachsenen Scott. Guiry war als Spieler in der Little League tätig, weswegen er mittels Spezialtraining lernen musste, wie ein Amateur zu spielen. Die Schauspieler hatten während der Dreharbeiten mit hohen Außentemperaturen zu kämpfen, kurioserweise jedoch nicht beim Dreh der Schwimmbadszene, während dem der Squints-Darsteller Chauncey Leopardi aufgrund der großen Kälte stark zitterte, was auch im fertigen Film zu sehen ist. Obgleich der Film in Los Angeles spielt, wurde hauptsächlich in Ogden und Salt Lake City im US-Bundesstaat Utah gedreht. Die Dreharbeiten dauerten insgesamt 42 Tage.

## Veröffentlichung
In den USA wurde der Film am 7. April 1993 in den Kinos veröffentlicht. Die Produktion spielte an den Kinokassen ungefähr 32 Millionen Dollar ein. Von den 1990er bis 2010er Jahren wurde der Film auf DVD und VHS veröffentlicht; von diesen Kopien der Produktion wurden bis 2013 ungefähr sieben Millionen Stück verkauft. Durch diese hohe Anzahl an Verkäufen konnte sich der Film in den USA später als Kultfilm und eine der beliebtesten Produktionen zum Thema Baseball etablieren. In Deutschland kam Herkules und die Sandlot-Kids am 21. Juli 1994 in die Kinos. Der Film wurde später auch auf DVD veröffentlicht, feierte am 11. Juni 1996 seine deutsche Fernsehpremiere auf ProSieben und ist bei mehreren Streamingdiensten abrufbar.

## Rezeption
In der Internet Movie Database erreichte der Film eine Bewertung von 7,8 von zehn Sternen basierend auf 86.044 abgegebenen Stimmen. Auf Rotten Tomatoes beträgt der Kritiker-Wert 64 Prozent basierend auf 59 Kritiken, die Zuschauer-Wertung 89 Prozent basierend auf mehr als 250.000 Stimmen. Bei Metacritic ergibt sich eine Kritiker-Bewertung von 55 Prozent basierend auf 27 Kritiken sowie ein Zuschauer-Wert von 8,4 basierend auf neun Stimmen.
Roger Ebert beschrieb den Film als originell und skurril. Er handle nicht wie übliche Baseball-Produktionen über Gewinnen und Verlieren, sondern vom Erwachsenwerden und der Bezwingung persönlicher Ängste. Die Geschichte gehe dabei sanft vom Rahmen des Möglichen in die für Kindheits-Legenden typischen Übertreibungen über. Im Gegensatz zu üblichen Genrekonventionen erlaube der Film seinen Protagonisten, Kinder zu sein und sich in ihrer Fantasiewelt jenseits von erwachsenen Werten zu bewegen. Desson Howe schrieb in der The Washington Post, dass der Film zwar nicht wirklich gut gemacht, aber dafür voll von beklopptem Humor sei, der das Publikum zum Lachen bringe. Die Jungdarsteller verliehen der Produktion die nötige Ausgelassenheit, weswegen die pseudo-poetische Erzählung des erwachsenen Protagonisten völlig überflüssig sei. Auch die Tatsache, dass die Handlung im Jahr 1962 spielt, sei unglaubwürdig, da die Figuren wie gegenwärtige Kinder wirkten, was auch das Beste am Film sei.
Für Leonard Klady von Variety sei der Film zwar aufrichtig und nett, aber auch ziemlich oberflächlich, gekünstelt und inhaltlich mager. Das Hauptproblem sei der Mangel an wirklichen Konflikten; viele Möglichkeiten, der Produktion Tiefe zu verleihen, würden nicht genutzt. Die Darsteller seien zwar stark und die Kamera sowie Musik angenehm und lebhaft, Herkules und die Sandlot-Kids letztlich aber nur mehrere lose aneinandergereihte Episoden ohne wirklichen Zusammenhang. Janet Maslin befand in der The New York Times, dass das Drehbuch aufgeblasen sei und daher nicht zum bescheidenen Film passe. Die Handlung sei voll von verrückten Übertreibungen und erreiche mit dem Auftritt Babe Ruths ein neues Maß an Überheblichkeit. Das Ensemble bestehe vollständig aus Nachwuchsdarstellern, die für Werbespots hervorragend geeignet seien.
Die Prisma befand, dass der Film weitestgehend witzig sei. Zwar sei er gelegentlich typisch amerikanisch übertrieben, biete aber ansonsten packende und spaßige Unterhaltung. Laut Andrea Hanke vom Filmdienst besäße die Produktion hübsche komödiantische Elemente, köstliche Typen, ein flottes Spiel sowie ein wenig Lebensweisheit. Trotz einer etwas idealisierenden Zeichnung der Kindheit biete der Film insgesamt sympathische Unterhaltung. Für Kino.de sei der Film ein warmherziger, verhalten melancholischer Kindheitsausflug in die 60er Jahre, der vom Regisseur als unbeschwerter Spaß inszeniert wurde. Ein Rezensent von Schnittberichte.com schrieb, dass die Produktion eine abenteuerliche Story mit einem sympathischen Cast sowie einer rundum kompetenten Inszenierung kombiniere. Der Film wecke zudem nostalgische Erinnerungen an die Kindheit der Zuschauer sowie den Wunsch, das Vorstadtleben der frühen 1960er Jahre mitzuerleben und sei daher für kleine als auch große Filmfans ein Home Run.
Die Deutsche Film- und Medienbewertung verlieh Herkules und die Sandlot-Kids das Prädikat wertvoll.

## Fortsetzungen
2005 erschien die Direct-to-Video-Fortsetzung Herkules und die Sandlot Kids 2. Regie führte erneut David Mickey Evans, während von den alten Darstellern in diesem Film nur James Earl Jones zu sehen ist. Zwei Jahre darauf wurde Herkules und die Sandlot Kids 3 veröffentlicht, eine erneute Direct-to-Video-Produktion, in der Chauncey Leopardi seine Rolle als Squints wieder aufnahm.
2018 kündigte 20th Century Studios ein Prequel an, das von der Entstehung der Horrorgeschichten über den Hund Herkules handeln soll. Evans wird dabei zusammen mit Austin Reynolds das Drehbuch verfassen. 2019 verkündete Disney nach dem Erwerb von 20th Century Studios die Entwicklung einer Sandlot-Fernsehserie für Disney+. Diese spielt im Jahr 1984 und begleitet die Figuren aus dem ersten Film, die auch von ihren damaligen Darstellern verkörpert werden sollen, die nun erwachsen sind und eigene Kinder haben. Evans wirkt an dieser ebenfalls mit.

## Klage
1998 verklagte Michael Polydoros 20th Century Fox und die Produzenten des Films. Polydoros, der mit Evans zur Schule ging, behauptete, dass die Figur Squints auf ihm basiere. Ein Beweis hierfür seien die Brille sowie das T-Shirt der Figur, Polydoros habe ein letzterem sehr ähnliches regelmäßig in der Schule getragen. Polydoros sei zwar wie Squints auch ein Nerd gewesen, allerdings wäre dies in der Produktion übertrieben dargestellt worden. Weil diese Charakterisierung herabwürdigend sei und ihm öffentlichen Spott eingebracht habe, forderte Polydoros aufgrund einer angeblichen Verletzung der Privatsphäre sowie missbräuchlicher Verwendung seines Aussehens ein Schmerzensgeld.
Das Gericht entschied zugunsten der Filmemacher, worauf Polydoros vor das Berufungsgericht California Courts of Appeal zog, das das Urteil mit Verweis auf den ersten Zusatzartikel der amerikanischen Verfassung bestätigte. Obgleich der Supreme Court of California einen weiteren Einspruch Polydoros' annahm, machte es diese Entscheidung kurz darauf wieder rückgängig und lehnte Polydoros' Anliegen ab, wodurch das Urteil rechtskräftig wurde.

## Synchronisation
| Rolle               | Darsteller       | Synchronsprecher     |
| ------------------- | ---------------- | -------------------- |
| Scotty (erwachsen)  | Arliss Howard    | Michael Schwarzmaier |
| Benny Rodriguez     | Mike Vitar       | Florian Halm         |
| Yeah-Yeah McClennan | Marty York       | Alexander Birmili    |
| Bill                | Denis Leary      | Christian Tramitz    |
| Mr. Mertle          | James Earl Jones | Manfred Erdmann      |
| Mrs. Smalls         | Karen Allen      | Christina Hoeltel    |